# Clutia timpermaniana
Clutia timpermaniana là một loài thực vật có hoa trong họ Peraceae. Loài này được J.Léonard mô tả khoa học đầu tiên năm 1961.